# جيري ماكي
جيري ماكي (بالإنجليزية: Jerry McKee)‏ مواليد 4 أغسطس 1946، هو لاعب كرة سلة أمريكي معتزل. تم اختياره من قبل فريق واشنطن ويزاردز خلال الدرافت. حمل الرقم 23. يبلغ طوله 6 قدم 3 بوصة (1.9 م). لعب مع إنديانا بايسرز في الدوري الأمريكي لكرة السلة للمحترفين.

## روابط خارجية
- جيري ماكي على موقع سبورتس رفرنس (الإنجليزية)
- جيري ماكي على موقع كلية كرة السلة في سبورتس رفرنس.كوم (الإنجليزية)
- جيري ماكي على موقع ريلجم (الإنجليزية)
- جيري ماكي على موقع بروبوليرز (الإنجليزية)